# Newcomb (cráter marciano)
Newcomb es un cráter de impacto situado en el los cuadrángulos Sinus Sabaeus (MC-20) y Margaritifer Sinus (MC-19) de Marte, localizado en las coordenadas 24.27° de latitud sur y 1.04° de longitud este. Tiene 254,1 km de diámetro y recibió su nombre en honor del astrónomo estadounidense Simon Newcomb en 1973.